# Вива, эротика
«Вива, эротика» (кит. 色情男女, англ. Viva Erotica) — гонконгский художественный фильм 1996 года, снятый режиссёром Дереком И. Картина представляет собой сатирический взгляд на гонконгскую индустрию фильмов для взрослых. Фильм дал мощный толчок актёрской карьере начинающей актрисы Шу Ци, которая была удостоена нескольких премий и вскоре раскрылась как исполнительница драматических ролей. Кинолента участвовала в конкурсной программе 47-го Берлинского международного кинофестиваля.

## Сюжет
Неудачливый кинорежиссёр Синг и его продюсер Чанг вынуждены снимать порнофильмы, чтобы платить по счетам. Деньги на съёмки даёт босс мафии, но при условии, что главную женскую роль будет играть его красивая, но совершенно бесталанная подружка. Синг вынужден разрываться между желанием творить и необходимостью работать в рамках жанра с его примитивными сюжетами и спонтанными постельными сценами. Хлопот Сингу добавляют его девушка и капризная актриса.

## В ролях
- Лесли Чун — Синг, режиссёр
- Карен Мок — Мэй, девушка Синга
- Шу Ци — Манго, актриса
- Чинг Ван Лау — Чанг, продюсер
- Пол Чун — босс Триад
- Энтони Вонг — Цзин Вон
- Элвис Цуй — лысый порноактёр
- Лау Чинвань — И Тунсин
- Артур Вон — камео

## Награды и номинации
- 16-я Гонконгская кинопремия
  - Победа: Лучшая женская роль второго плана (Шу Ци)
  - Победа: Лучший новый исполнитель (Шу Ци)
  - Номинация: Лучший фильм
  - Номинация: Лучший режиссёр (Дерек И)
  - Номинация: Лучшая мужская роль (Лесли Чун)
  - Номинация: Лучшая мужская роль второго плана (Элвис Цуй)
  - Номинация: Лучшая музыка к фильму (Джан Фан Чиу, Кларенс Хуи, Чо Так Лау)
  - Номинация: Лучшая песня (Карен Мок за исполнение «Sik Ching Nam Nui»)

- Golden Bauhinia Awards
  - Победа: Лучшая женская роль второго плана (Шу Ци)

- Золотая лошадь
  - Номинация: Лучший режиссёр (Дерек И)
  - Номинация: Лучшая женская роль второго плана (Шу Ци)
  - Номинация: Лучшие визуальные эффекты (Centro Digital Pictures Ltd.)